# یوخم اویتهاگه
یوخم اویتهاگه (انگلیسی: Jochem Uytdehaage؛ زادهٔ ۹ ژوئیهٔ ۱۹۷۶) اسکیت‌باز سرعت اهل هلند بود.